# 논현고잔동

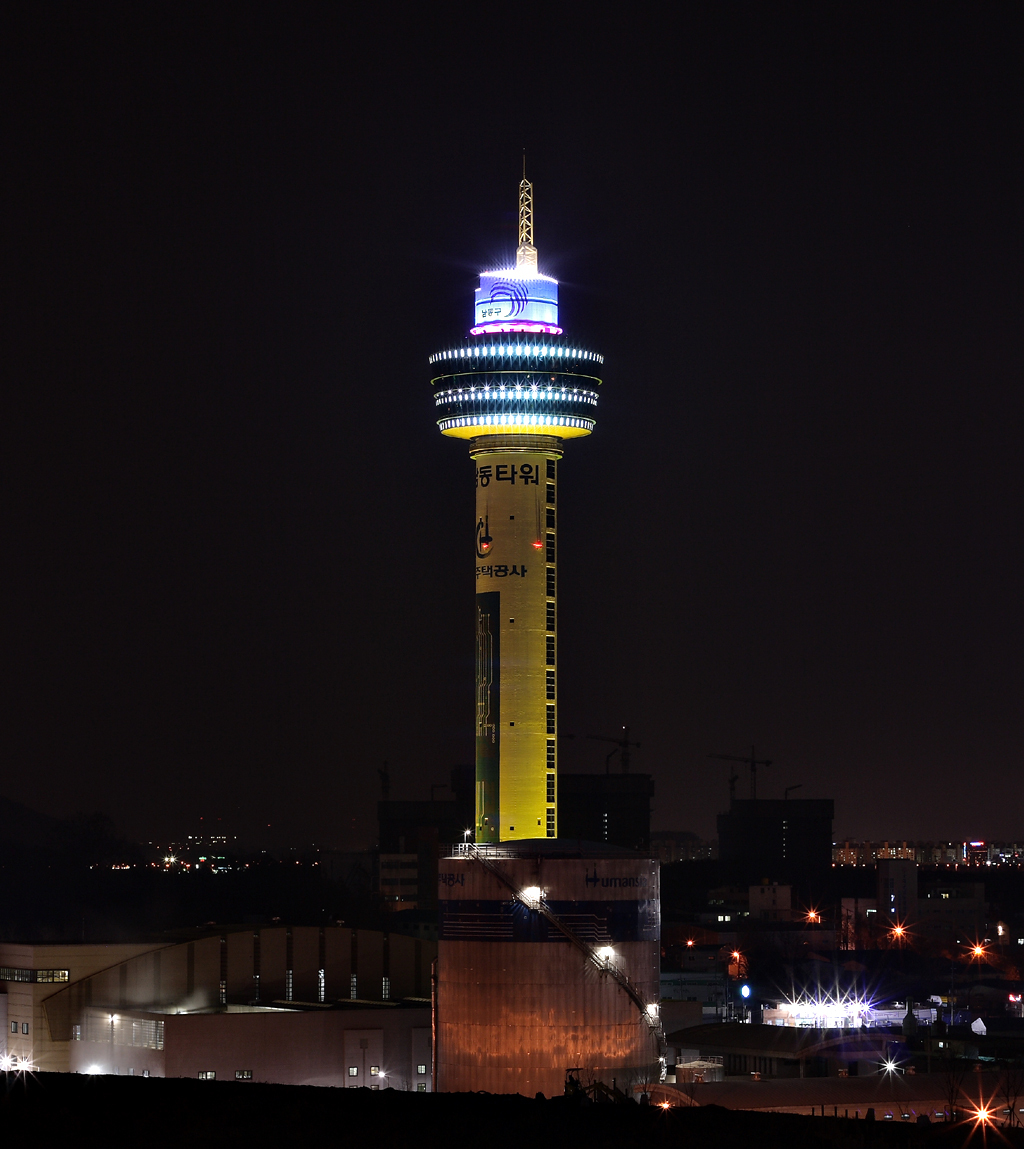
남동타워의 야경

논현고잔동(論峴古棧洞)은 인천광역시 남동구의 행정동이다.

## 법정동
- 논현동(論峴洞)
- 고잔동(古棧洞)

## 주요 기관
- 인천논현경찰서
- 한국산업인력공단 중부지역본부
- 도로교통공단 인천운전면허시험장

## 교육 기관
- 인천사리울초등학교
- 인천원동초등학교
- 인천고잔초등학교
- 인천송천초등학교
- 인천고잔중학교
- 인천사리울중학교
- 인천고잔고등학교
- 미추홀외국어고등학교
- 인천송천고등학교
- 인천금융고등학교

## 교통
- 도로
  - 제3경인고속화도로
  - 아암대로
  - 소래역남로
  - 앵고개로
  - 논고개로
  - 에코중앙로
  - 고잔로
  - 논현고잔로
  - 능허대로
  - 남동동로
  - 청능대로
  - 은청로
  - 남동대로
  - 남동서로
  - 승기천로
- 광역철도
  - 소래포구역
  - 남동인더스파크역